# Casarza Ligure
Casarza Ligure település Olaszországban, Liguria régióban, Genova megyében. Lakosainak száma 6687 fő (2023. január 1.). Casarza Ligure Castiglione Chiavarese, Maissana, Moneglia, Ne és Sestri Levante községekkel határos.

## Népesség
A település népességének változása:
| Lakosok száma | 6920 | 6851 | 6687 |
|               | 2017 | 2018 | 2023 |